# Annie Heger

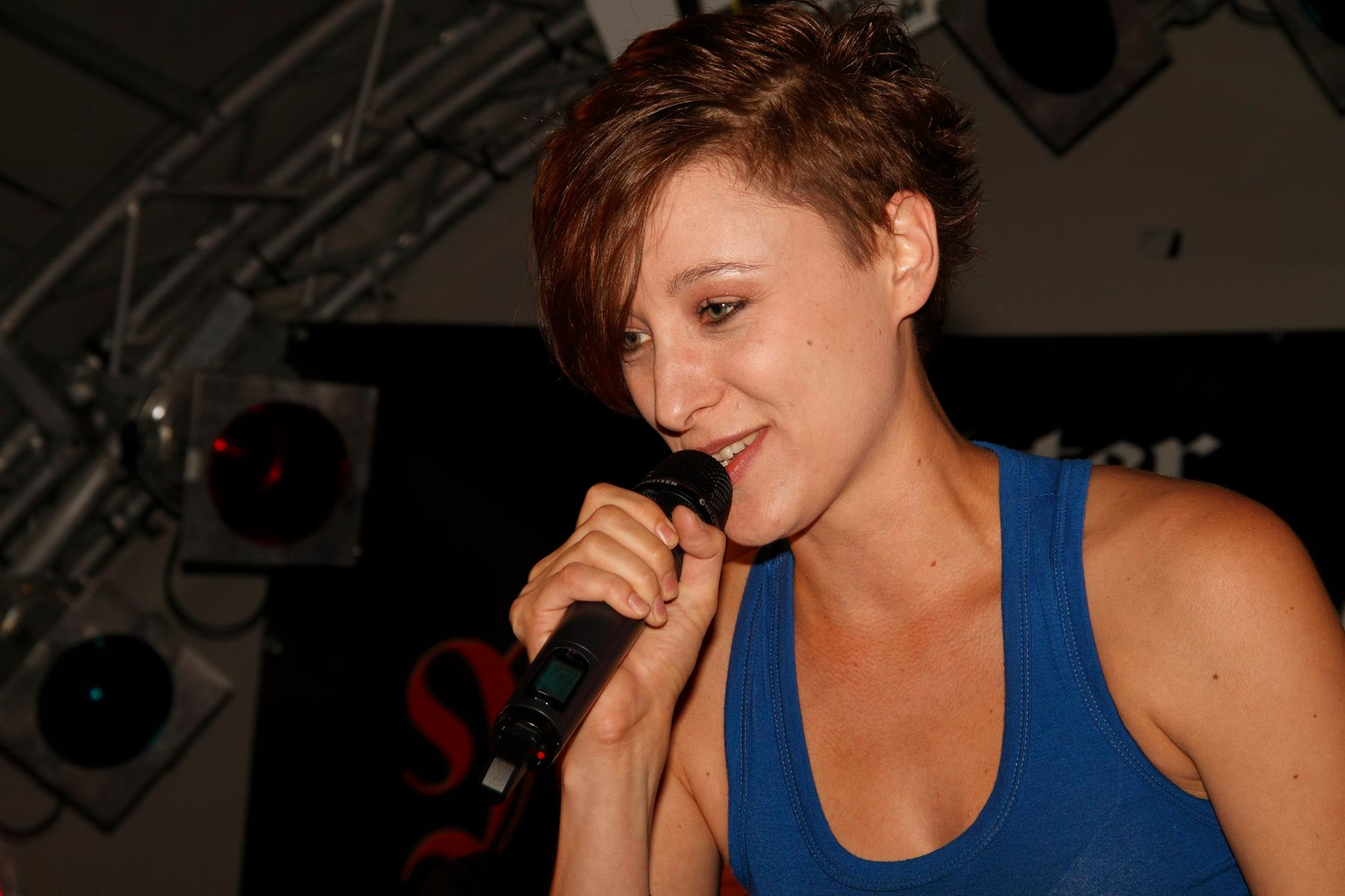
Annie Heger (2012)

Annie Heger (* 21. Mai 1983 in Aurich, Niedersachsen) ist eine deutsche Sängerin, Schauspielerin, Autorin und Moderatorin. Sie ist u. a. Autorin und Sprecherin der Sendung Hör mal ’n beten to von NDR 1.

## Leben
Annie Heger ist die Tochter eines Berufsmusikers und einer Pädagogin. Nach der Schulzeit, einem nicht abgeschlossenen Studium der Musik und evangelischen Religion auf Lehramt und einer Ausbildung zur Diätassistentin, die sie jedoch ebenfalls nicht abschloss, absolvierte sie 2008 die Ausbildung zur Heilpraktikerin für Psychotherapie. Schon währenddessen arbeitete sie am Oldenburgischen Staatstheater als Regieassistentin und Schauspielerin.

## Kabarettistin

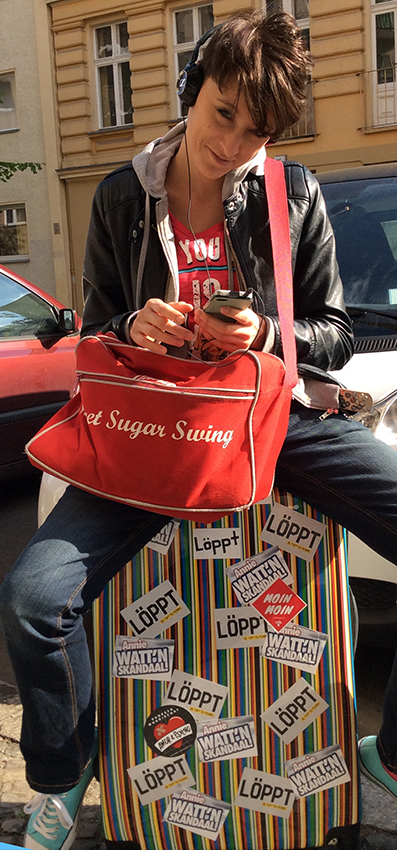
Annie Heger auf Tour

Im Jahr 2010 gründete sie zusammen mit Tina Meyer-Baak und Mary Kehl die Gruppe Sweet Sugar Swing. Die Gruppe spielte unterschiedliche Programme über mehrere Jahre und löste sich 2021 nach dem plötzlichen Tod von Mary Kehl auf.
Von 2010 bis 2012 war Annie Heger Frontfrau der ElektroPop-Band Zuperfly, mit der sie u. a. die Hymne Around the world für „30 Jahre Hamburg Pride“ interpretierte. Seit 2011 moderiert sie Crossovershows wie Classic meets Pop, Festivals, Varietés und Galas. Auf Anfrage der Dramaturgin der Sparte des Niederdeutschen Schauspiels am Oldenburgischen Staatstheater, spielte sie 2011 den Mephisto in Goethes Faust auf Plattdeutsch.
Als Mitglied der Gruppe der vier Wilden Hilden spielte Heger mit Vanessa Maurischat, Meike Gottschalk und Helena Marion Scholz 2013–2016 in der Comedy-Revue Sekt And The City die Kiezkneipenbesitzerin Penny. Seit 2013 tourt sie mit einem Musikkabarettprogramm auf Platt Watt’n Skandaal! durch Norddeutschland (begleitet von Matthias Monka am Klavier), u. a. mit Gastspielen im Ohnsorg-Theater.
2017–2024 tourte sie mit Vanessa Maurischat mit dem Musikkabarettprogramm „Eine geht noch!“ als Heger & Maurischat GbR.
Im ersten Jahr der Pandemie entwickelte sie das Bühnen- und Social Media Projekt „Die Deichgranaten“ mit Insina Lüschen. Der Schwerpunkt dieses Projekts sind die Vermittlung von Diskriminierungssensibilität, wehrhafter Demokratie und die Wahrung der Menschenrechte.

## Weiteres Engagement
Seit 2013 ist Heger in der Sendung Hör mal ’n beten to auf NDR 1 zu hören.
Im November 2023 stieg sie in das Team der plattdeutschen Andachten „Dat kannst mi glöven“ von NDR 1 ein.
Ebenfalls hat sie eine hochdeutsche wöchentliche Kolumne in der Ostfriesen-Zeitung („Alles Kultur“) und eine plattdeutsche Kolumne im Ostfriesland Magazin („Annie vertellt“).
2016 übernahm sie das Plattdeutsch-Coaching der Darsteller des Kinofilms Ostfriesisch für Anfänger.
Annie Heger ist Intendantin des PLATTart Festivals und Land auf’s Herz – Das Kulturfestival im Park.
Seit 2016 ist Heger mit Vanessa Maurischat die Inhaberin des Plattenlabels kosmopolit records und des Musikverlags kosmopolit music group.
Seit 2021 ist Heger Botschafterin von Trostreich – Trauerbegleitung für Kinder.
2021 war Heger die Schirmfrau des Demokratieprojekts „Säule der Vielfalt“.
Auf Vorschlag der SPD-Landtagsfraktion in Niedersachsen wurde Heger zum Mitglied der 17. Bundesversammlung gewählt.
Seit 2022 ist Heger Teil des Creatorteams der basis:kirche, einem YouTube-Kanal der Evangelischen Kirche, produziert vom Evangelischen Kirchenfunk. Die Reportagen werden regelmäßig bei sat1 ausgestrahlt.
2022 wurde sie zur VIP-Botschafterin des Biosphärenreservats „Niedersächsisches Wattenmeer“.

## Diskografie
- 2000: Annie’s Blues Collection (CD + Notenheft, Heinrichshofen Verlag)
- 2011: Phonopolis (CD, Album) (mit Zuperfly, phonopolis records)
- 2011: Come & Swing (CD, Album) (mit Sweet Sugar Swing)
- 2013: Swingin’ Santa (CD, Album) (mit Sweet Sugar Swing, kosmopolit records)
- 2014: 100% Mensch (CD, Single) (u. a. mit Hella von Sinnen, Stephan Runge und Holger Edmaier für das Projekt 100% MENSCH, kosmopolit records)
- 2014: WATT’N SKANDAAL! (CD, Album) (Matthias Monka am Piano, kosmopolit records, Broken Silence)
- 2015: 77 (Love is Love) (CD, Single) (u. a. mit Horse McDonald und Daniel Schuhmacher für das Projekt 100% MENSCH, kosmopolit records)
- 2015: Leben ist … (CD, Album) (mit Matthias Monka, Timezone Records)
- 2016: Ich sage ja (CD, Single) (u. a. mit Cris Cosmo und Markus Mörl für das Projekt 100% MENSCH, kosmopolit records)
- 2017: Verbündete (CD, Album) (mit Matthias Monka, kosmopolit records)
- 2017: DIE HINNERKS & der eiskalte Zauber ein sturmgeprüftes Nordseeabenteuer (Hörspiel-CD)
- 2017: Wir sind eins (Single) (mit Cris Cosmo, Hanne Kah, Ela Querfeld und Holger Edmaier für das Projekt 100% MENSCH, kosmopolit records)
- 2017: Wi sünd een (Single) (kosmopolit records)
- 2018: Eine geht noch! – Live (Album) (mit Heger & Maurischat, kosmopolit records)
- 2018: Swing up your Life! (Album) (mit Sweet Sugar Swing, Kosmopolit records)
- 2020: Bethlehem (CD, Album) (kosmopolit records, Broken Silence)
- 2021: JO! (Single) (mit den Deichgranaten, kosmopolit records, Broken Silence)
- 2021: Notwehr (Single) (mit den Deichgranaten, kosmopolit records, Broken Silence)
- 2022: Chiffre 8378 (Single) (mit den Deichgranaten, kosmopolit records, Broken Silence)
- 2022: Punkt. (Album) (mit den Deichgranaten, kosmopolit records, Broken Silence)[27]
- 2025: Depenklang (Album) (mit Jan Simowitsch, kosmopolit records, Broken Silence)[28]
- 2025: Gott ist queer (Single) (Depenklang Records)

## Werke
- Dat harr blond so eenfach ween kunnt. Quickborn 2015, ISBN 3-87651-398-7.
- Norddeutscher Rundfunk: Hör mal’n beten to: Geschichten aus 60 Jahren. Quickborn 2016, ISBN 3-87651-427-4.
- Steerns an’n Heven. Quickborn 2016, ISBN 978-3-87651-435-2.
- Plattdüütsch för Anfängers von Sönke Andresen, plattdeutsch von Annie Heger. UA: 7. Januar 2018, Ohnsorg-Theater; Hamburg: Verlag der Autoren[29]
- Querulantinnen – Kabarett und Poesie, Reclam-Verlag 2018, ISBN 978-3-15-020513-6.
- De verdüvelte Glückskeks von Sönke Andresen, plattdeutsch von Annie Heger. UA: 3. März 2019, Ohnsorg-Theater; Hamburg: Verlag der Autoren[30]
- Sei der Wind, nicht das Fähnchen – Und wenn nicht: Kurs bestimmen, Segel setzen! Droemer-Knaur / bene! ISBN 978-3-96340-279-1[31]

## Auszeichnungen
- Für ihre ehrenamtliche Arbeit wurde Annie Heger 2014 mit der Goldmarie – der queere Preis für Fleiß ausgezeichnet.[32]
- 2016 erhielt sie für herausragende Leistungen im Bereich der niederdeutschen Sprache den Niederdeutschen Literaturpreis der Stadt Kappeln.[33][34]
- 2018 wurde Annie Heger mit dem plattdeutschen Literaturpreis der Stadt Leer ausgezeichnet, dem Wilhelmine-Siefkes-Preis.[35][36]
- 2023 wurde sie zusammen mit Vanessa Maurischat mit dem Bottroper FrechDAX ausgezeichnet.[37]
- 2023 bekam sie für die Reportage „Blind werden: So bereitet sich Diabetikerin Annie vor“ den Rummelsberger Journalist*innenpreis

## Bühnenprogramme
- Swing up your Life (2010 bis heute) mit Sweet Sugar Swing[38]
- WATT’N SKANDAAL! (2013 bis heute, Solo)[39]
- Swingin’ Santa (2014 bis heute) mit Sweet Sugar Swing[40][41]
- Sekt and the City – 4 Frauen mit Mumm (2013–2016)[42]
- Eine geht noch! (2017 bis heute) mit Vanessa Maurischat[43]
- Die große Comeback-Tour (seit 2020 mit den Deichgranaten)